# Салганы (Нижегородская область)
Салга́ны — село в Краснооктябрьском районе Нижегородской области России. Административный центр Салганского сельсовета.

## История
По поводу этимологии названия имеются дискуссии, однако все версии сходятся в том, что название — тюркского происхождения.
Село возникло во времена Ивана Грозного, который вместе со своими воинами поселил здесь некоторых татарских пленников. Под названием Салган село упоминается в ревизских сказках с XVIII века, изначально в составе Арзамасского уезда, а с 1779 года — в составе Китовской волости Сергачского уезда Нижегородской губернии.
Крестьяне были разделены между несколькими помещиками. Так, согласно ревизии 1782 года, крестьяне принадлежали троим владельцам (майор Коптев Степан Дмитриевич; князь Шеховской Пётр Алексеевич; девица Арцыбашева Авдотья Сергеевна).

## География
Село находится в юго-восточной части Нижегородской области, в зоне хвойно-широколиственных лесов, при автодороге 22К-0072, на расстоянии приблизительно 15 километров (по прямой) к юго-западу от села Уразовки, административного центра района. Абсолютная высота — 166 метров над уровнем моря.
Климат
Климат характеризуется как умеренно континентальный, с морозной снежной зимой и умеренно жарким летом. Среднегодовая температура — 3,6 °C. Средняя температура воздуха самого тёплого месяца (июля) — 19,2 °C (абсолютный максимум — 38 °C); самого холодного (января) — −12,1 °C (абсолютный минимум — −44 °C). Среднегодовое количество атмосферных осадков составляет 544 мм.
Часовой пояс
Село Салганы, как и вся Нижегородская область, находится в часовой зоне МСК (московское время). Смещение применяемого времени относительно UTC составляет +3:00.

## Население
| 1959 | 2002 | 2010 |
| ---- | ---- | ---- |
| 2125 | ↘974 | ↘781 |

Национальный состав
Согласно результатам переписи 2002 года, в национальной структуре населения русские составляли 99 % из 974 человек.

## Достопримечательности
С 1991 года функционирует церковь Казанской иконы Божией Матери (перестроена из сооружения советского периода).

## Люди, связанные с селом
- Пигалов, Александр Петрович ― советский врач, педиатр, доктор медицинских наук (1989), профессор (1991), Заслуженный врач Российской Федерации (1995)[9]. Родился в селе Салганы.